# 蘭城新月廣場
蘭城新月廣場為臺灣宜蘭縣宜蘭市一座複合商業設施，結合大型購物中心（新月廣場）、電影院（新月豪華影城）、五星級飯店（晶英酒店）、量販店（家樂福），全棟建築物樓層有地上11層、地下4層。
占地7,200坪、建築總樓地板面積42,000坪，營業租賃面積約37,000坪，由環華豐公司投資62億元興建。

## 簡介
蘭城新月廣場位處宜蘭市都市計畫南門地區細部計畫之商業區，此地為宜蘭縣政府舊城區內舊宜蘭監獄搬遷後，再經市地重劃程序開發的商業區土地，屬於南門計畫的一部分，並為縣府整體舊城再生文化廊帶的一環（以宜蘭火車站為起點，延舊城東路、舊城南路，到達宜蘭河畔，形成一個新月形的廊道，所以命名為蘭城新月計劃），故環華豐在新月區域內的大型複合商業開發案便直接以蘭城新月廣場命名之。
最早原本是家樂福在宜蘭的第一個據點，並搭配社區型量體的商場，但環華豐董事長—本業經營銅期貨的江國星，看上雪隧通車後的商機，特別是假日時，單日來宜蘭的車輛數有時高達四萬輛，他認為只要找出利基市場就能吸引台北客到宜蘭消費。因此決定將蘭城新月廣場改成結合outlet購物中心、五星級飯店、量販店、影城等各種商業設施的複合式商業建築，可以讓不同消費者一次滿足各自觀光與在地購物的需求。
2014年，為了成功達到集客的效果，與In89豪華數位影城策略結盟，於購物中心內劃出空間，成立新月豪華影城，並成為宜蘭縣首屈一指的大型影城。2016年，為了提升整個購物中心的競爭力，整合晶英酒店與旗下影城合作行銷。

## 新月廣場

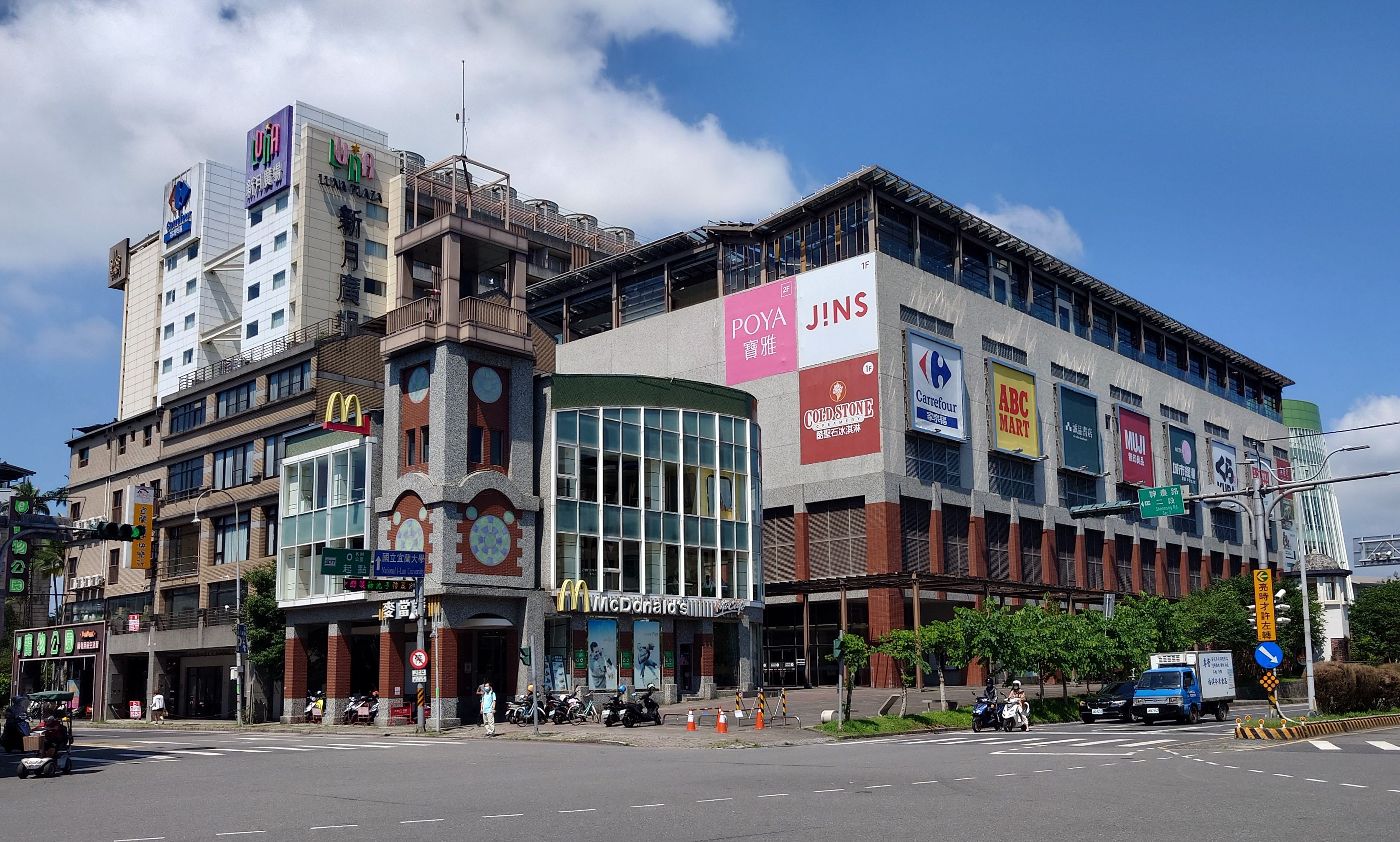
新月廣場

為宜蘭縣最大的購物中心（商場樓地板面積約25,000坪），曾與美國前三大購物中心管理顧問公司Urban Retail Properties合作，斥資16億元成立名品過季專賣店—「爾本精品暢貨倉」；在蔣渭水高速公路通車之後，成功吸引雙北觀光客前來消費，致使業績大幅成長，就連在地經營長達19年的友愛百貨都不敵衝擊，最終於2016年3月結束營業。

## 蘭城晶英酒店
為五星級193間客房之國際觀光旅館，並設有其附屬之宴會廳，中餐廳、西餐廳、SPA、游泳池及健身設施。

## 樓層介紹
| 樓層    | 名稱                          |
| ------- | ----------------------------- |
| 5F～11F | 晶英酒店                      |
| 4F      | 新月廣場 樂味館／新月豪華影城 |
| 3F      | 新月廣場 樂遊館／新月豪華影城 |
| 2F      | 新月廣場 樂漾館               |
| 1F      | 新月廣場 樂彩館               |
| B1      | 機車停車場                    |
| B2      | 家樂福                        |
| B3～B4  | 汽車停車場                    |

## 特色設施
- 傳遞幸福的“祈福鐘樓”
- 有宜蘭歷史悠久的百年老樹及建築古蹟
- 耗資千萬鉅作-全台最高的整點報時咕咕鐘“綠野仙鐘”
- 舊宜蘭監獄門廳與舊崗哨塔

## 外部連結
- 蘭城新月廣場 （页面存档备份，存于）
- 蘭城新月廣場的Facebook專頁
- 台灣公司資料